# The Legend of Korra - Mondi contesi
The Legend of Korra - Mondi contesi (The Legend of Korra: Turf Wars) è una serie di romanzi a fumetti in tre parti scritta da Michael Dante DiMartino, con i disegni di Irene Koh. Serve come continuazione canonica della serie televisiva animata La leggenda di Korra, creata da DiMartino e Bryan Konietzko. La trilogia del romanzo a fumetto è ambientata dopo l'ultima stagione della serie, con l'Avatar Korra che affronta le conseguenze dell'attacco di Kuvira a Città della Repubblica, esplorando anche la sua nuova relazione con Asami Sato.
Dopo la conclusione de La leggenda di Korra, DiMartino è stato toccato dalle reazioni positive alla relazione tra Korra e Asami e ha sentito che c'erano più storie da raccontare con i personaggi della serie. Sebbene il passaggio al mezzo dei fumetti sia stato una sfida per DiMartino, ha dato al team creativo più libertà nell’esplorare le narrazioni LGBT. La serie è stata annunciata nel luglio 2015 e The Legend of Korra: Turf Wars – Part One è stato pubblicato da Dark Horse Comics il 26 luglio 2017. La Part Two è stata pubblicata il 17 gennaio 2018, seguita dalla Part Three il 22 agosto 2018. La Part One e Two sono stati i romanzi a fumetti più venduti dell'editore rispettivamente nel 2017 e nel 2018. Un'edizione che raccoglie i tre volumi è uscita il 13 marzo 2019.
The Legend of Korra: Mondi contesi ha ricevuto recensioni positive per la gestione della storia d'amore tra Korra e Asami. La critica ha anche elogiato la scrittura di DiMartino e i disegni di Koh per aver evocato lo stile della serie originale. D'altra parte, il nuovo cattivo Tokuga si è rivelato privo di profondità.

## Realizzazione

### Produzione

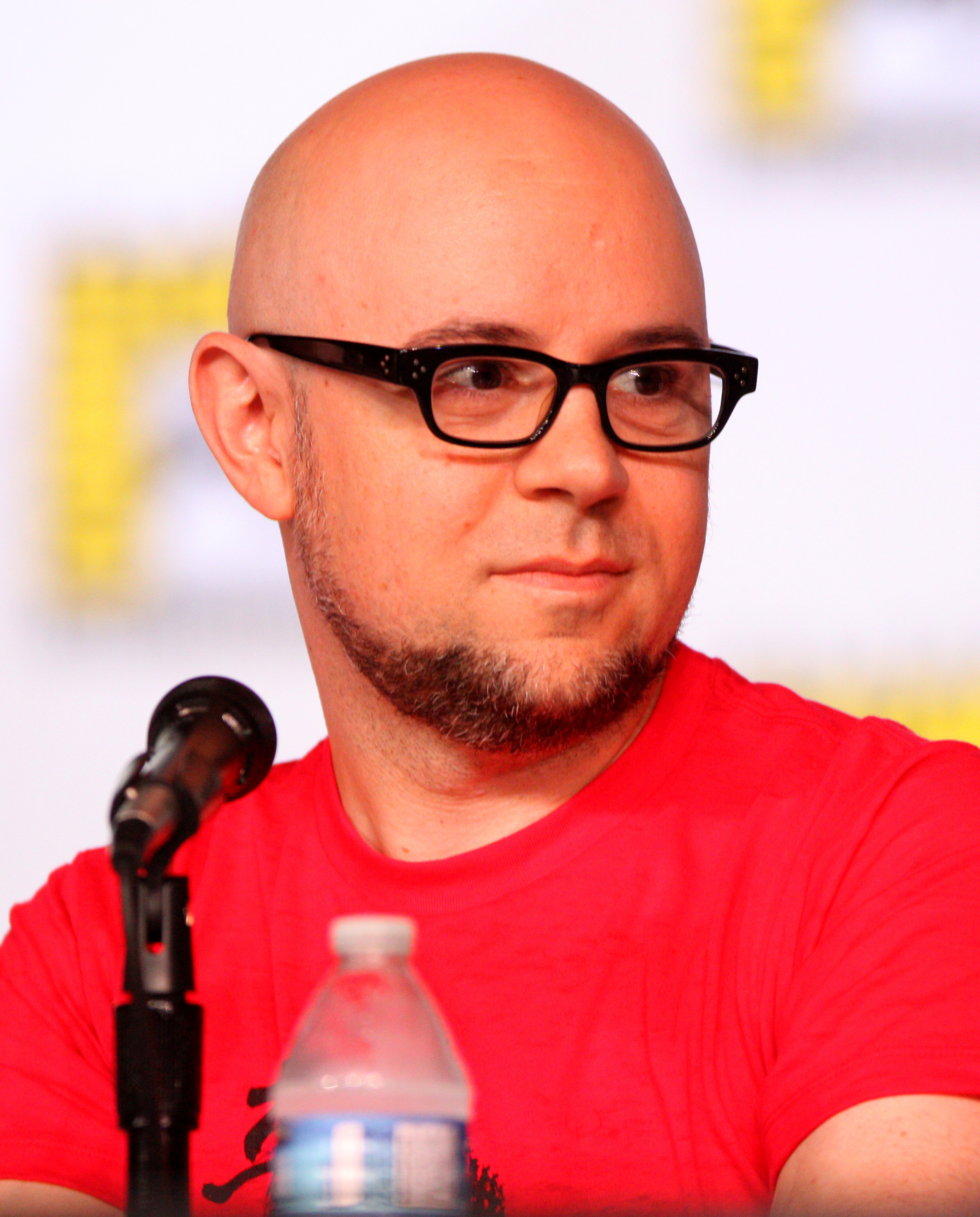
Michael Dante DiMartino, scrittore di The Legend of Korra: Turf Wars

La leggenda di Korra è una serie televisiva animata americana creata da Bryan Konietzko e Michael Dante DiMartino come sequel di Avatar - La leggenda di Aang. È andato in onda per quattro stagioni sulla rete televisiva Nickelodeon dal 2012 al 2014. La serie si è conclusa in particolare con i suoi due protagonisti femminili, Korra e Asami Sato, che iniziano una relazione sentimentale. Dopo la conclusione della serie, DiMartino è stato colpito dai feedback positivi del pubblico LGBT sull'impatto che Korra e Asami hanno avuto nelle loro vite. Sentiva quindi che c'erano ancora molte altre storie da raccontare con i personaggi dati gli eventi della stagione finale. Al Comic-Con di San Diego nel luglio 2015, Konietzko e DiMartino hanno annunciato una trilogia di graphic novel che avrebbe seguito le conseguenze della serie animata. È stato rivelato che i romanzi grafici sarebbero stati scritti da DiMartino e pubblicati da Dark Horse Comics, con Konietzko che avrebbe fatto da consulto ai disegni.
DiMartino ha iniziato a delineare la trilogia a luglio 2015. Il passaggio dalla televisione al mezzo dei fumetti ha rappresentato per lui una sfida, soprattutto perché questo era il primo fumetto che avesse mai scritto. Il più grande cambiamento per DiMartino era l'unico scrittore poiché era abituato a collaborare con altri per i suoi copioni televisivi. Lo scrittore ha scoperto che il suo background come artista e regista di storyboard ha facilitato la transizione dato che era già abituato a visualizzare le immagini. DiMartino ha anche avuto difficoltà nel cercare di incorporare i numerosi personaggi e gli archi narrativi dello spettacolo nei romanzi grafici. Scrivendo la relazione di Korra e Asami, ha notato che era un atto di equilibrio come "[lui] non voleva che la loro storia d'amore fosse troppo perfetta, ma [lui] non voleva nemmeno sellarla con troppi conflitti."
Brittney Williams è stato originariamente annunciato come artista nell'ottobre 2015. Williams in seguito abbandonò il progetto e una nuova artista, Irene Koh, fu annunciata nell'ottobre del 2016. Dopo la partenza di Williams, a un amico di Koh è stato offerto il lavoro, ma invece ha raccomandato Koh. Un autodidatta "artista bisessuale di arti marziali asiatiche", Koh era già un fan del franchise prima di essere portato avanti e ha scoperto che il suo background nelle arti marziali l'ha aiutata a illustrare meglio le sequenze di combattimento. Le è stato chiesto di disegnare l'arte nel suo stile personale invece dello stile della serie animata, e il suo stile è stato descritto come "più rilassato e libero". Oltre al In gran parte i personaggi cinesi, giapponesi e inuit presenti nella serie animata, Koh voleva disegnare personaggi asiatici più diversi nei romanzi grafici. Di conseguenza, i nuovi personaggi introdotti includono un bengalese, un coreano e molti asiatici del sud e sud-est. Koh ha descritto il lavoro su Turf Wars come "un processo profondamente collaborativo", notando che ha ricevuto molti feedback lungo il percorso da DiMartino, Konietzko e Nickelodeon.

### Pubblicazione
La prima parte di Turf Wars è stata pubblicata nei negozi di fumetti il 26 luglio 2017. Le vendite stimate erano poco meno di 4 000 copie, diventando così la sesta graphic novel più venduta per il mese. È uscito nei rivenditori del mercato di massa il mese successivo l'8 agosto. La seconda parte è stata pubblicata nei negozi di fumetti il 17 gennaio 2018 ed è stata la graphic novel più venduta del mese con vendite stimate di 6 262 copie. È uscito nei negozi del mercato di massa il 30 gennaio. La terza parte fu pubblicata per la prima volta nei negozi di fumetti il 22 agosto 2018, ancora una volta in cima all'elenco dei best-seller con vendite stimate di 5 481 copie.  La terza parte ha ricevuto la pubblicazione sul mercato di massa il 4 settembre 2018.
Complessivamente, la prima parte è stata la graphic novel più venduta di Dark Horse Comics del 2017, mentre la seconda e la terza erano i due principali romanzi grafici più venduti dell'editore del 2018. I tre volumi saranno raccolti in un'edizione di biblioteca che è prevista per la pubblicazione il 26 marzo 2019. Una trilogia di graphic novel sequel, The Legend of Korra: Ruins of the Empire, è stata annunciata nell'ottobre 2018.

## Trama

### Prima parte
Korra e Asami, ora una coppia, sono costrette a concludere la loro vacanza nel mondo degli spiriti poco dopo un alterco con un gigantesco spirito roccioso, che ha accusato Korra per aver creato un nuovo portale spirituale dopo la sua battaglia con Kuvira. La coppia si reca nella Tribù dell'Acqua del Sud dai genitori di Korra. Sebbene siano di supporto alla relazione, Korra è sconvolta quando suo padre la mette in guardia contro la sua uscita pubblica, a causa delle tradizioni della Tribù dell'Acqua. Poi tornano a Città della Repubblica per scoprire che lo sviluppatore di immobili Wonyong Keum sta progettando di trasformare la terra che circonda il portale spirituale in un'attrazione turistica, nonostante l'opposizione dei Nomadi dell'Aria e degli spiriti. Uno spirito anguilla drago sollecita Korra a chiudere il portale per impedirne lo sfruttamento, ma Korra rifiuta, ritenendo che il portale finirà per favorire la Città della Repubblica.
Il giorno dopo, Korra e Asami si uniscono a Tenzin e Zhu Li per aiutare i rifugiati lasciati senza casa dall'attacco di Kuvira, ma hanno problemi a lavorare con il presidente Raiko, che è più preoccupato delle imminenti elezioni presidenziali. Quella sera, la Triade del Triplo Terrore, una grande organizzazione criminale di Città della Repubblica, attacca i Nomadi dell'Aria sul portale degli ordini di Keum. Korra e Asami, così come i loro amici Mako e Bolin, entrambi ora ufficiali di polizia, si presentano per aiutare i Nomadi dell'Aria. Un gruppo di spiriti attaccano nonostante gli sforzi di Korra, e Korra è distratta quando Asami viene quasi uccisa nel combattimento, permettendo allo spirito anguilla drago di attaccare Tokuga, il nuovo leader della Triade del Triplo Terrore, mutandolo in un ibrido spirito-umano. In seguito alla battaglia, Korra bacia Asami per il sollievo, portando i loro amici a scoprire la loro relazione. Altrove, un Tokuga furioso affronta Keum e prende il controllo dei suoi beni.

### Seconda parte
Il giorno dopo l'attacco di Tokuga, Korra e un gruppo di Nomadi dell'Aria viaggiano nel mondo degli spiriti per cercare di riconciliarsi con gli spiriti, solo per scoprire che gli spiriti si sono schierati contro di loro. Ritornati a Città della Repubblica, scoprono che il Presidente Raiko ha ordinato alle Forze Unite di fortificare la terra intorno al portale degli spiriti. Asami e Zhu Li iniziano a costruire nuove abitazioni per i rifugiati, ma Raiko sostiene tutto il merito per aumentare i suoi bassi voti. Korra e Tenzin poi si presentano per dire a Raiko di ritirare le forze armate dello United, temendo che possano ulteriormente infastidire gli spiriti, ma Raiko rifiuta e incolpa pubblicamente Korra per l'intero incidente. Mentre partono, Korra, Asami e Tenzin incoraggiano Zhu Li a correre contro Raiko alle elezioni presidenziali.
Nel frattempo, il capo della polizia Lin Beifong ordina a Mako e Bolin di stare lontano dal ricco e connesso Keum finché non hanno prove concrete dei suoi crimini. In seguito ottengono una soffiata sulla posizione di Tokuga, ma si rivela essere una trappola e scappano per un pelo con le loro vite. Mako e Bolin decidono di investigare da soli Keum e scoprono che è scomparso dall'attacco di Tokuga. Altrove, Asami non si presenta per un appuntamento con Korra, portando Korra, Mako e Bolin per sapere che è stata rapita. La Triade del Triplo Terrore attacca poi un deposito di armi, con l'intenzione di usare le armi rimaste dall'attacco di Kuvira per conquistare Città della Repubblica. Korra, Mako e Bolin cercano di fermarli, ma si ritirano dopo che Tokuga minaccia di uccidere Asami se interferiscono.

### Terza parte
Tokuga, minacciando di uccidere Keum, costringe Asami a costruire un'arma a gas munita di dirigibili, con l'intenzione di usarla per minacciare Città della Repubblica alla sottomissione. Korra, Mako e Bolin li rintracciano, ma non riescono a fermare l'aeronave di Tokuga dal decollare con Asami e Keum a bordo. Korra arriva sul dirigibile e combatte Tokuga, mentre Asami sconfigge gli uomini di Tokuga e pilota l'aeronave nel mondo degli spiriti in modo da impedire a Tokuga di usare la sua arma sugli abitanti di Città della Repubblica. Dopo un breve scontro con l'Avatar, Tokuga cade giù dal dirigibile, ma sopravvive e fugge nel mondo degli spiriti.
Per gratitudine a Korra e Asami per aver salvato la sua vita, Keum rinunciò alle sue pretese sulla terra intorno al portale spirituale, ponendo fine al conflitto con gli spiriti. Ad una festa a sostegno di Zhu Li, Korra si riconcilia con suo padre, che sceglie di non lasciare che le tradizioni del suo popolo influenzino il suo comportamento nei confronti della figlia. Successivamente Zhu Li vincerà le elezioni con una vittoria schiacciante, e mentre pronuncia il suo discorso di vittoria, Korra e Asami osservano il nuovo portale spirituale e ammettono il loro amore reciproco.

## Tematiche LGBT
Il finale de La leggenda di Korra, raffigurante le sue due protagoniste femminili che iniziano una relazione tra persone dello stesso sesso, non aveva precedenti per la rappresentazione LGBT nella televisione americana per bambini al momento. Tuttavia, la rivelazione della loro relazione nell'ultimo episodio dell serie ha incontrato reazioni contrastanti. Con The Legend of Korra: Turf Wars, il passaggio al mezzo di fumetti ha dato al team creativo una maggiore flessibilità per esplorare i temi LGBT, incluso il primo bacio della coppia.
La storia d'amore tra Korra e Asami è uno dei temi principali della trilogia. DiMartino ha ritenuto che fosse naturale per i fumetti dare risalto ad una coppia omosessuale, dato che lui e Konietzko avevano sempre considerato il franchise "molto inclusivo". Jason Segarra, scrivendo per Adventures in Poor Taste, ha visto questo focus come il tentativo di DiMartino di affrontare le preoccupazioni sulla fine della serie animata. A differenza della serie originale che ha avuto dei salti temporali tra ogni stagione, DiMartino ha ritenuto che fosse importante per i lettori dei fumetti vedere le prime fasi del rapporto tra Korra e Asami. In quanto tale, la prima parte inizia immediatamente dopo la fine della serie animata, con la prima parte del libro dedicata esclusivamente alla fuga della coppia nel mondo degli spiriti. The Legend of Korra: Turf Wars si concentra anche sul processo di coming out da parte di Korra e Asami, e sulle reazioni di amici e familiari.
La prima parte stabilisce retroattivamente il trattamento storico degli individui LGBT da parte delle diverse nazioni di questo mondo fantastico, come ad esempio la Nazione del Fuoco e il Regno della Terra che erano contrari a queste relazioni. Secondo DiMartino, lui e Konietzko "pensavano che l'approccio migliore fosse vedere la rappresentazione LGBTQ attraverso le lenti delle diverse culture". Anche Kya e l'Avatar Kyoshi si rivelarono essere queer. Sulla decisione di introdurre l'omofobia in questo universo immaginario, l'artista Irene Koh ha osservato che "c'è molta potenza nel vedere personaggi amati e potenti come Korra e Asami che affrontano le stesse difficoltà che ho avuto io (e altre persone queer)". Secondo Koh, il team creativo voleva che Korra e Asami fossero "paralleli empatici" per i lettori LGBT.

## Accoglienza
La trilogia a fumetti è stata generalmente ben accolta dalla critica come una "genuina" estensione della serie animata. Le recensioni della Parte Uno hanno elogiato la scrittura di DiMartino per l'aver mantenuto le caratterizzazioni fedeli a quelle della serie originale, asserendo che "alla fine sembra di leggere la première della quinta stagione de La leggenda di Korra". La prima parte è stata nominata "Best all-Ages Comic" del 2017 da Entertainment Weekly e selezionata come uno dei 15 migliori fumetti del 2017 da parte di io9.
I critici hanno apprezzato lo sviluppo della relazione tra Korra e Asami, descritta come la "spina dorsale emotiva" e "l'aspetto più forte" della graphic novel. L'aggiunta della storia e dei personaggi LGBT alla mitologia del franchise ha ricevuto recensioni positive: The A.V. Club sentiva di aver portato "una profondità considerevole" alla costruzione del mondo, Geek.com lo trovò "[realizzato] per una fantasia soddisfacentemente fresca e affascinante" e Autostraddle concluse che era "sia eccezionale per la rappresentazione che accurata per la vita reale". Il colpo critico ha osservato:" È un po' 'sobbalzante e anacronistico ascoltare i termini dei personaggi abbandonare come "uscire", ma tutto è fatto con il cuore nel posto giusto".
I recensori di Fantascienza e Fantasy Network e CGMagazine hanno individuato il principale cattivo Tokuga come il punto debole della storia, e sono stati delusi dalla sua mancanza di profondità rispetto ai precedenti antagonisti de La leggenda di Korra. Il critico Geekiary era anche critico nei confronti della gestione "semplificata" di certe sottotrame come la campagna elettorale presidenziale di Raiko. D'altra parte, ComicsVerse sentiva che affrontare la violenza delle bande e la corruzione politica era tempestivo e mostrava il "rispetto intellettuale" che la serie ha per i suoi giovani lettori.
I disegni di Koh è stata elogiata per essere unica e coinvolgente, pur continuando a evocare lo stile familiare della serie animata. I revisori si sono anche complimentati con le sue sequenze d'azione "dinamiche ed eccitanti", nonché con la sua "sfumatura di espressione facciale e linguaggio del corpo". Newsarama ha ritenuto che la principale forza di Koh fosse nel trasmettere le emozioni dei personaggi, ma è rimasto deluso con i suoi sfondi "semplicistici". Secondo James Whitbrook di io9, l'arte di Koh, abbinata alla colorazione di Vivian Ng descritta come "una tavolozza molto più calda rispetto allo spettacolo", ha prodotto "alcune scene davvero vivide e sontuose". Le illustrazioni della prima parte del Korra e delle vacanze di Asami nel mondo degli spiriti, colorato da Ng con una "romantica tavolozza pastello", è stato elogiato dai Comic Crusaders per i suoi "ampi pannelli lussuosi pieni di pura fantasia" e scelti da Geek.com come "i migliori roba nel libro". Scrivendo per The AV Club, Oliver Sava apprezzava le lettere di Nate Piekos, in particolare gli effetti sonori "pieganti" che riteneva migliorassero le sequenze d'azione.